# Brachygalea
Brachygalea é um gênero de traça pertencente à família Arctiidae.